# Panzer Division Marduk
Panzer Division Marduk es el sexto álbum de la banda sueca de black metal Marduk. Fue grabado y mezclado en los estudios The Abyss en enero de 1999 y lanzado en junio de 1999 a través de Osmose Productions. El tema central del álbum es la guerra, así como el de Nightwing fue la sangre y en La Grande Danse Macabre (el siguiente álbum de Marduk) será la muerte, formando así una trilogía de la visión de "Sangre, Guerra y Muerte" que tiene Marduk de lo que representa black metal para ellos. Panzer Division Marduk es el último álbum de Marduk lanzado a través de Osmose Productions.
La carátula original mostraba la foto de la versión sueca del tanque británico Centurión, el Stridsvagn 104. En el 2008 se relanzó una versión que mostraba un tanque Panzer VI E "Tiger", el cual refuerza la temática sobre la Segunda Guerra Mundial y la importante participación alemana en esta.
La manga interior muestra una columna de tanques triunfantes a través de una ciudad en ruinas: ese es el Ejército Rojo atravesando la ciudad de Berlín, destruida en 1945.
El concepto de la Segunda Guerra Mundial fue tomado literalmente por muchos defensores del Black metal nacional socialista quienes llegaron a considerar a la banda como unos de ellos, a pesar de que de hecho el vocalista Legión y el guitarrista y líder de la banda Morgan Hakansson han desmentido esos rumores, asegurando que Marduk no posee ideas políticas y por lo tanto no las plasman en sus letras y mucho menos que tengan ideologías Nazis.

## Lista de canciones
| N.º | Título                     | Duración |  |
| 1.  | «Panzer Division Marduk»   | 2:39     |  |
| 2.  | «Baptism by Fire»          | 3:51     |  |
| 3.  | «Christraping Black Metal» | 3:46     |  |
| 4.  | «Scorched Earth»           | 3:37     |  |
| 5.  | «Beast of Prey»            | 4:07     |  |
| 6.  | «Blooddawn»                | 4:20     |  |
| 7.  | «502»                      | 3:14     |  |
| 8.  | «Fistfucking God's Planet» | 4:28     |  |

| Bonus de la versión relanzada |                                  |          |  |
| N.º                           | Título                           | Duración |  |
| 9.                            | «Deathride»                      |          |  |
| 10.                           | «Todeskessel Kurland»            |          |  |
| 11.                           | «Panzer Division Marduk (Video)» |          |  |

## Créditos
- Legion – voz
- Morgan Steinmeyer Håkansson – guitarra
- B. War – bajo
- Fredrik Andersson – batería
- Peter Tägtgren – mezclas